# Microporellus violaceocinerascens
Microporellus violaceocinerascens är en svampart som först beskrevs av Petch, och fick sitt nu gällande namn av A. David & Rajchenb. 1985. Microporellus violaceocinerascens ingår i släktet Microporellus och familjen Polyporaceae.   Inga underarter finns listade i Catalogue of Life.